# Гербы земель Германии

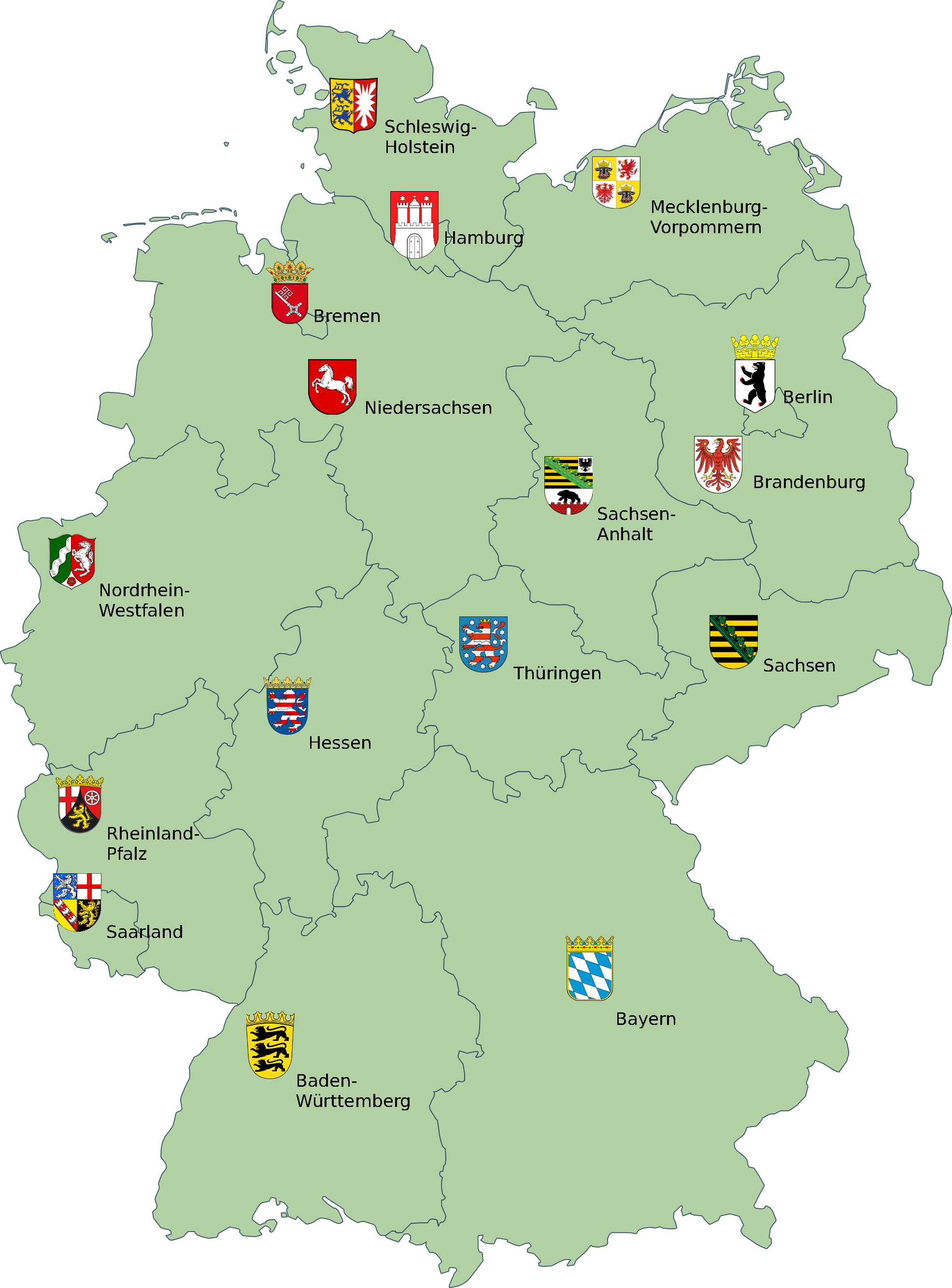
Все гербы земель Германии

Федеративная Республика Германия состоит из 16-ти земель: Баден-Вюртемберг, Бавария, Берлин, Бранденбург, Бремен, Гамбург, Гессен, Мекленбург-Передняя Померания, Нижняя Саксония, Северный Рейн-Вестфалия, Рейнланд-Пфальц, Саар, Саксония, Саксония-Анхальт, Шлезвиг-Гольштейн и Тюрингия, каждая из которых имеет свой герб.

## Галерея гербов

Герб Баварии
Герб Саара
Герб Саксонии
Герб Мекленбурга-Передней Померании
Герб Берлина
Герб Гамбурга
Герб Северного Рейна-Вестфалии
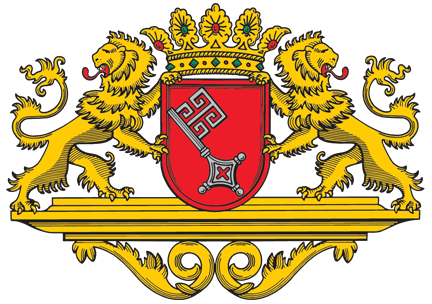
Герб Бремена
Герб Тюрингии
Герб Шлезвиг-Гольштейна
Герб Баден-Вюртемберга
Герб Бранденбурга
Герб Рейнланд-Пфальца
Герб Саксонии-Анхальт
Герб Нижней Саксонии
Герб Гессена